# Nordsverige
Nordsverige (Tidningen Nordsverige) är en regional prenumerationstidning i Ångermanland. Tidningen vänder sig framför allt till läsare i Sollefteå, Kramfors och Anundsjö. Den utkommer på torsdagar med nyheter och reportage som berör tidningens bevakningsområde.
Tidningen har lokala reportrar i Bredbyn, Kramfors och Sollefteå samt ett tiotal närredaktörer i utgivningsområdet.
Nordsverige ägs av Tidningar i Norr AB, som också ger ut Västerbottningen, (Västerbottens län), Företag Västerbottningen (Västerbottens län), Västerbottens Mellanbygd (Burträsk, Lövånger, Robertsfors, Bygdeå) och Lokaltidningen Västerbotten (Sorsele, Storuman, Vilhelmina, Åsele, Dorotea och Lycksele).